# Inteligência em cetáceos

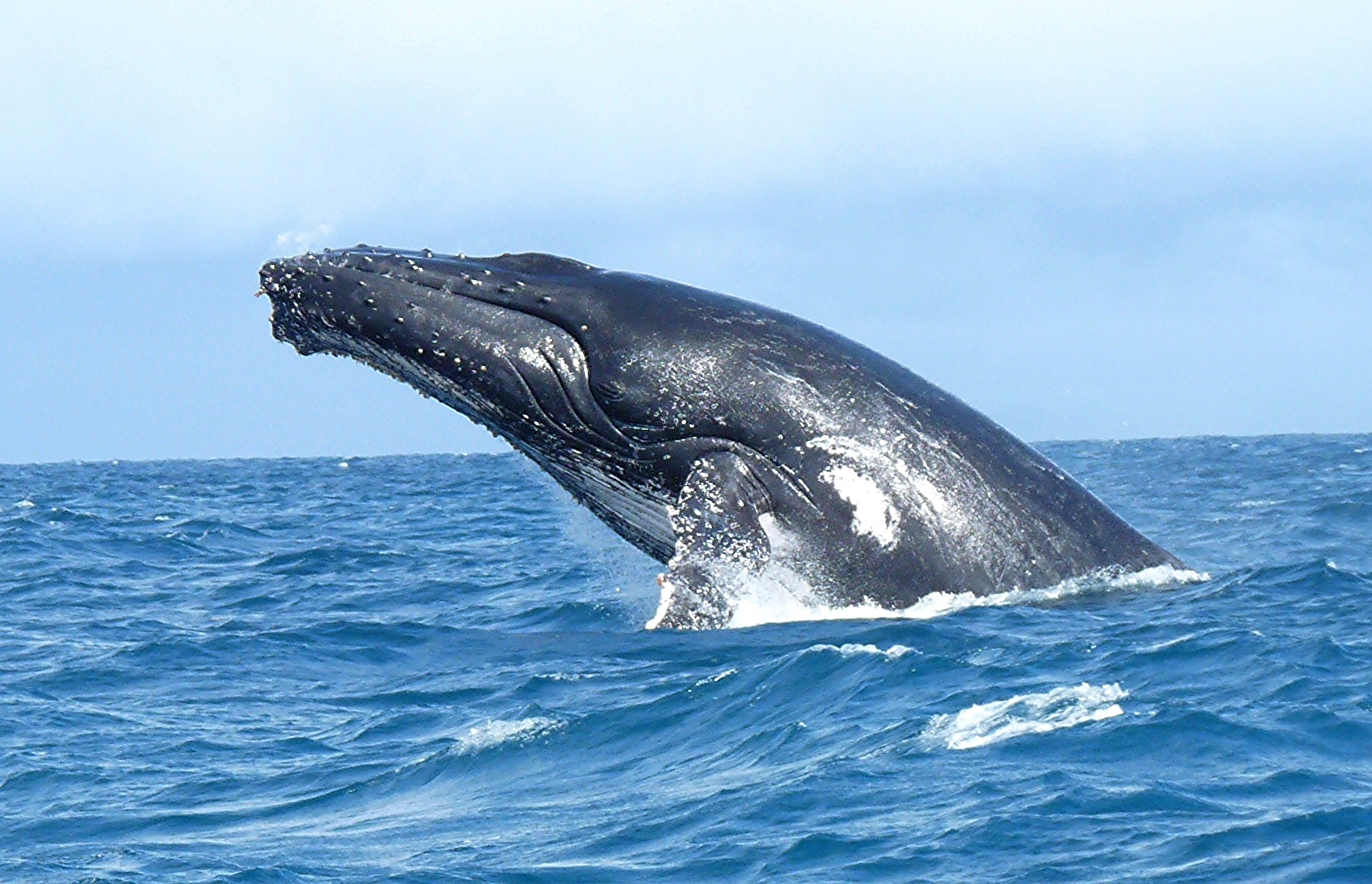
Baleia Jubarte (Megaptera novaeangliae), uma espécie de cetáceo

A ordem taxonômica Cetacea consiste em cerca de 75 espécies de mamíferos que evoluíram dos ungulados há mais de 50 milhões de anos. Entre suas modificações, houve a perda de membros posteriores externos e o ganho de uma cauda em forma de remo para propulsão.
Duas subordens compreendem a ordem Cetacea, a subordem Mysticeti (baleias com barbatana) e Odontoceti (baleias com dentes). As baleias com dentes desenvolveram uma sofisticada ecolocalização, em que rápidas sequências de sons de alta frequência são enviadas ao ambiente. Com isso, essas baleias ouvem o retorno modificado dos ecos desses sons, de forma a compreender distâncias, formas, tamanhos e textura de objetos. Esse mecanismo permite a alimentação na ausência de luz e também uma detecção de predadores muito eficiente. A ecolocalização foi uma das mais importantes adaptações para os Odontoceti, de forma a expandir a presença desses animais pelos oceanos e por diversos grandes rios.
Os cetáceos possuem um cérebro muito grande e isso pode ser conectado ao modo de vida que esses animais possuem: longevidade, maturação tardia, um único nascimento de filhote após um longo período gestacional, além do desmame tardio. Além da inteligência relacionada ao cérebro desses animais, inúmeras razões para o tamanho do órgão têm sido elucidadas, como por exemplo: complexidade de estratégias de forrageamento e a necessidade de formação de relações sociais em sociedades complexas que evitam predação e possuem garantia de comida.

## Origem e evolução do cérebro

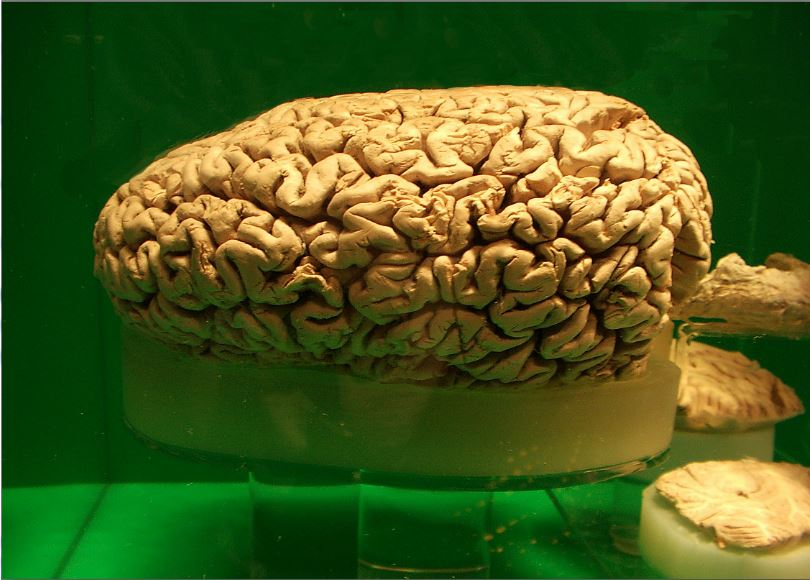
Cérebro preservado de cachalote (Physeter macrocephalus).

Os cetáceos surgiram aproximadamente há 55 milhões de anos atrás, com baixa encefalização, e na radiação inicial desses animais no final do baixo Eoceno houve um aumento significativo do tamanho cerebral nos Odontoceti. Esse aumento dramático do tamanho do cérebro levou a uma diminuição substancial do tamanho dos indivíduos, que foi sendo seguida pelo aumento cerebral. Ao mesmo tempo em que o tamanho do cérebro era alterado, ele também era reorganizado em uma forma com hemisférios cerebrais muito maiores e, nesse ponto da evolução, a estrutura cerebral dos cetáceos antigos era muito parecida com a dos animais modernos. Há, também, algumas evidências de mudança da arquitetura cranial e dos ouvidos, que teria sido importante para a ecolocalização.
Embora a pressão seletiva que tenha causado diminuição do tamanho corporal ainda não seja conhecida, animais menores passaram por mudanças na sua ecologia, como por exemplo, risco de ser predado, que pode ter levado a mudanças comportamentais. Isso pode indicar que os cérebros maiores que os Odontoceti antigos possuíam eram usados, ao menos em parte, para processar esse novo modo sensorial que acarretou, ao mesmo tempo, mudanças anatômicas e um aumento da complexidade do sistema ecológico-comportamental dos animais.

## O cérebro dos cetáceos

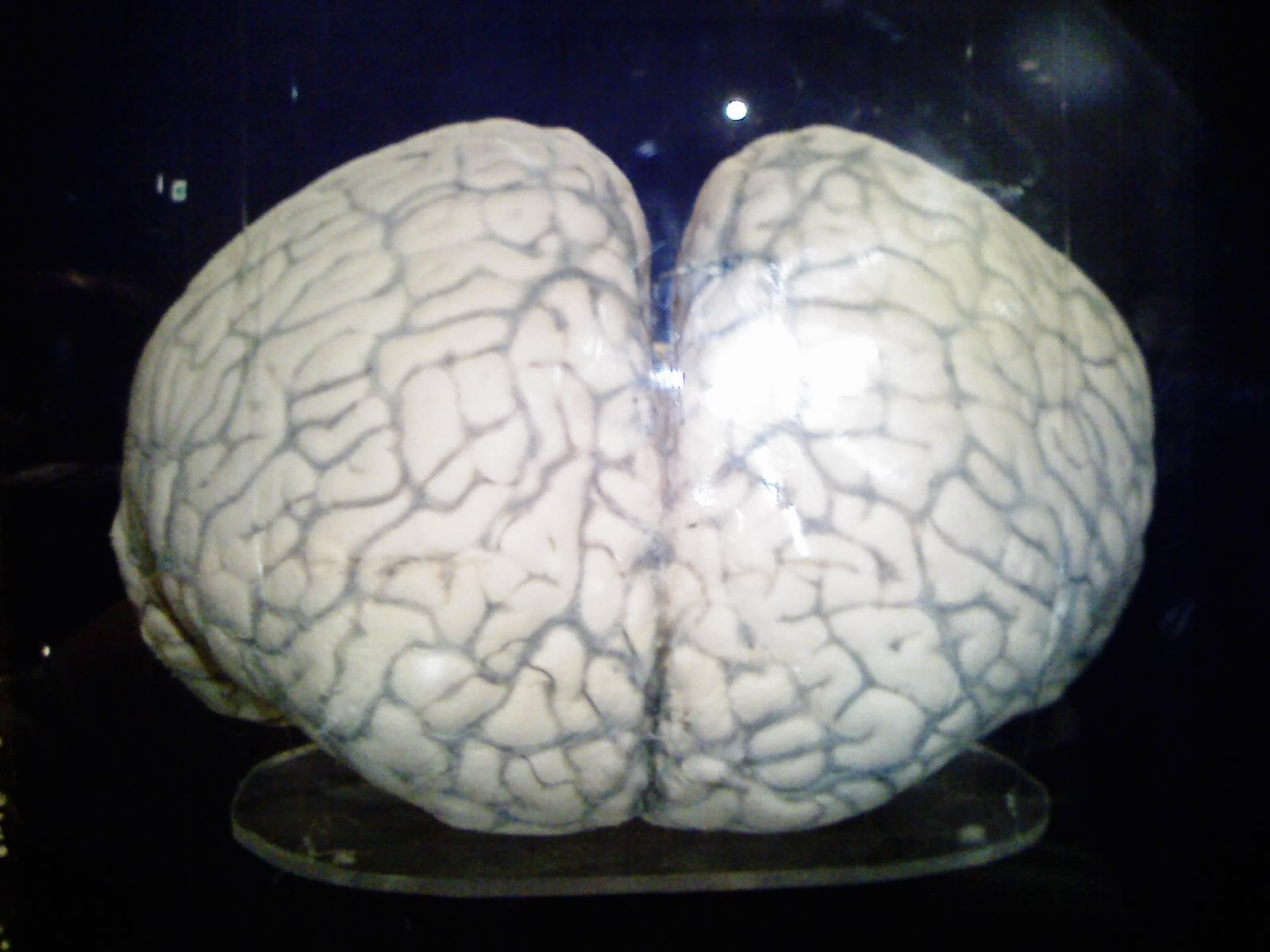
Cérebro de um golfinho do Pacífico (Lagenorhynchus obliquidens). Massa corporal: 90kg, massa cerebral 1100g

O cérebro dos cetáceos viventes atualmente é um dos maiores entre os mamíferos, tanto em massa absoluta, quanto proporcionalmente a massa corpórea, sendo aproximadamente 6 vezes maior que o cérebro humano. Diversas espécies de Odontoceti possuem cérebros 4 a 5 vezes maiores do que o que seria esperado com base no peso corporal, sendo que essas proporções só são menores do que as encontradas em humanos modernos. Animais muito grandes, como as baleias, tendem a ter cérebros menores do que o esperado, em relação ao seu peso. Entretanto, Mysticeti possuem cérebros grandes em tamanho absoluto e possuem uma alta complexidade cortical.
O tamanho do cérebro dos mamíferos varia de acordo com o tamanho do corpo e de seu modo de vida. Para compreender a anatomia do cérebro dos cetáceos, é necessário analisar os seus diferentes modos de vida aquática e a variação no tamanho. O cérebro necessita de alto custo energético para a sua manutenção (consumo de 16% em humanos, sendo que representa apenas 2% do peso corporal), consome uma maior proporção de energia em animais de grande porte, cujo metabolismo específico é comparativamente mais baixo. Nos cetáceos, assim como nos outros mamíferos, o tamanho relativo do cérebro diminui com o aumento do corpo. Por exemplo, um golfinho (Platanista gangetica) de 59.6 kg, possui um cérebro de 0,295 kg que representa 0,495% da massa corpórea, enquanto em uma baleia azul com peso de 50,904 kg, foi registrada com um cérebro de 3,64 kg que representa 0,007% da massa corpórea. Diferenças de encefalização dos mamíferos marinhos parecem estar associadas com o nível de socialização dos animais, com os golfinhos e Monodontidaes apresentando graus de cefalização equivalentes ao de humanos.
Além do cérebro dos cetáceos serem aumentados, sua região cortical é expandida, sendo essa a região que faz parte do processamento de alto nível de informação, autoconsciência e inteligência. Esses animais apresentam uma combinação única de características corticais, enquanto a anatomia subcortical possui características compartilhadas com os outros mamíferos. O prosencéfalo dos cetáceos é organizado em três camadas de tecido e inclui uma região chamada córtex paralímbico que possui função totalmente desconhecida nos cetáceos. O prosencéfalo dos cetáceos está entre os mais coevoluídos de todos os mamíferos, indicativo de um aumento substancial na área de superfície neocortical e no volume durante a evolução dos cetáceos.

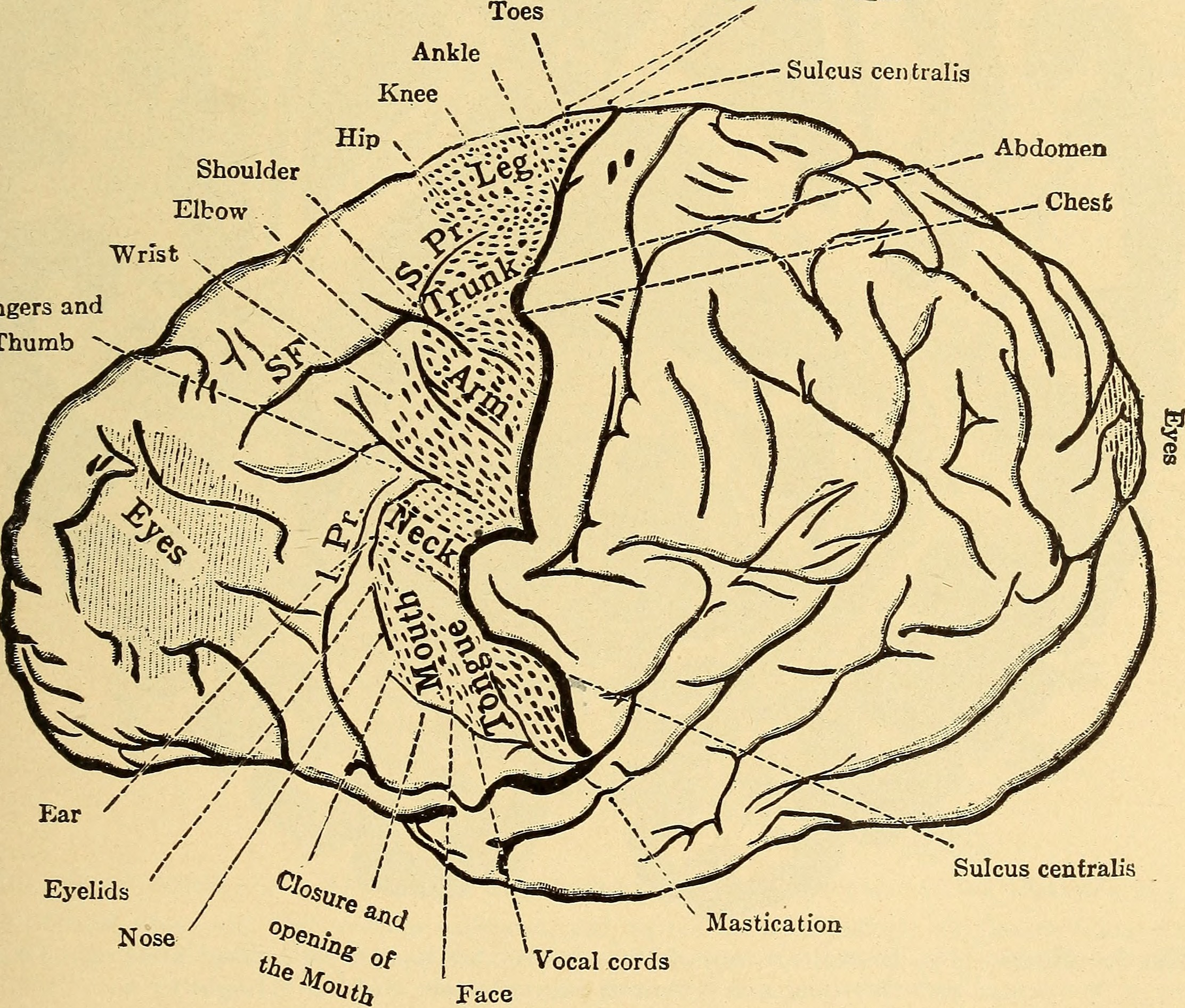
Imagem representativa do encéfalo de golfinhos, mostrando as especializações de cada região.

O córtex cerebral dos cetáceos tem uma organização similar com a dos Ungulados e dos carnívoros. O telencéfalo dos cetáceos aparentemente foi formado a partir de uma expansão do lobo temporal que forma uma grande massa lateral e posterior dos hemisférios, essa expansão também foi responsável por empurrar o telencéfalo na direção dorsofrontal.
Em partes o córtex dos cetáceos apresenta uma configuração incomum, as zonas de projeção visual e auditiva estão localizadas na região parietal no topo dos hemisférios de forma adjacente umas às outras, uma localização bastante diferente em comparação com outros mamíferos que possuem cérebro grande. Essa organização mostra que a relação entre as áreas de processamento visual e auditivo é mais próxima ou até mais integrada do que em animais com cérebros maiores. Esse padrão diferenciado de adjacência visual-auditiva pode permitir as habilidades de processamento sensorial altamente desenvolvidas em cetáceos, além de indicar a associação dos processos de memória e aprendizagem com a audição.
Estudos recentes da citoarquitetura cortical mostram uma extensa complexidade e variabilidade neocortical em Odontoceti e Mysticeti. A organização celular de diversas regiões do neocórtex dos cetáceos é caracterizada por uma ampla variedade de caracteres organizacionais (por exemplo colunas, módulos e camadas), que estão associadas a cérebros complexos. Além disso, existe uma diferenciação substancial nas várias regiões neocorticais.
Algumas regiões específicas do córtex apresentam um nível maior de complexidade do que as outras regiões. Cíngulo e córtex insular (ambos situados mais profundamente no prosencéfalo) em Odontoceti e Mysticeti são extremamente bem desenvolvidos e a expansão dessas áreas nos cetáceos é compatível com funções cognitivas de alto nível, como por exemplo atenção, julgamento e consciência social. O córtex cíngulo anterior e insular em Cetáceos maiores contém um tipo de neurônio de projeção, conhecido como célula fusiforme ou neurônio de Von Economo. Esses neurônios são altamente especializados, envolvidos em redes neurais que atendem a aspectos de cognição social. As células do fuso desempenham um papel no comportamento inteligente adaptativo e a presença desses neurônios nos cetáceos é consistente com suas habilidades cognitivas complexas.
Em alguns cetáceos, foi possível observar a existência de lateralização comportamental, apontando a diferentes funções dos hemisférios cerebrais. O córtex cerebral dos cetáceos possui seis camadas que também são típicas em mamíferos, porém outras regiões não possuem camadas bem diferenciadas. A densidade neuronal no córtex possui um número aproximadamente constante mesmo em volumes variáveis.

## Modificação cerebral e divergência com primatas

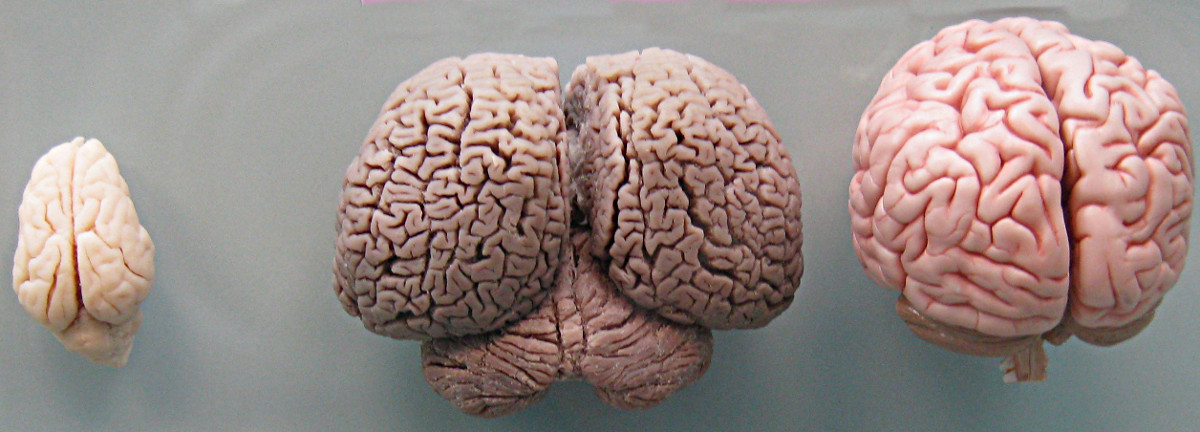
Cérebro de golfinho-nariz-de-garrafa ao centro (Tursiops truncatus) comparado com cérebro de javali (Sus scrofa) à esquerda e um modelo de plástico de cérebro humano (Homo sapiens) à direita

Existe uma grande evidência de que a mudança dramática na organização e tamanho do cérebro em cetáceos esteja correlacionada com as transformações em sua ecologia comportamental e a percepção cognitiva e emocional desses animais. O ancestral comum de cetáceos e primatas viveu há mais de 95 milhões de anos, e o cérebro dos cetáceos vem se desenvolvendo de forma independente dos mamíferos há aproximadamente 55 milhões de anos. Durante esse tempo, o cérebro dos cetáceos desenvolveu uma combinação única de características que são muito diferentes dos cérebros dos primatas. O cérebro dos cetáceos são extremamente elaborados, mas bem diferentes dos cérebros dos primatas, que também apresentam um alto grau de inteligência. Apesar das diferenças neuroanatômicas dos cérebros de cetáceos e primatas, ambos os organismos apresentam grande e muito similar capacidade de cognição e comportamento, o que indica um grande fator de convergência na evolução do cérebro nesses dois táxons.
Um dos melhores exemplos de convergência cognitiva entre golfinhos e primatas é o auto-reconhecimento, ou seja, saber quem é o próprio indivíduo. Isso foi demonstrado diversas vezes em golfinhos, onde eles usam espelhos para examinar seus próprios corpos. Esse exemplo mostra um pouco do complexo padrão social observado em muitas espécies de cetáceos. Pode-se dizer que, em particular, o córtex altamente elaborado desses animais é o responsável por esses animais serem altamente sofisticados e sensíveis quando se trata de emoções e sociabilidade. Há uma ideia, inclusive, de que algumas espécies de cetáceos alcançaram um nível de sofisticação social-emocional não alcançados por outros animais, incluindo os seres humanos.

## Comportamento: comunicação e relação social
Os cetáceos são considerados um dos grupos mais difíceis de se observar, entre todos os mamíferos. Isso porque, esses animais vivem debaixo d’água e possuem um alto grau de mobilidade, dificultando a busca de pesquisadores que podem passar dias em um único ponto e mesmo assim não encontrar nenhum indivíduo.
Esses animais formam grupos sociais para obter ajuda e benefícios na defesa de predadores, na busca de alimento e no cuidado parental. A maior parte dos cetáceos ocorrem em grandes grupos, mesmo que, algumas ainda ocorram solitárias ou em pequenos grupos - em pares e/ou trios).

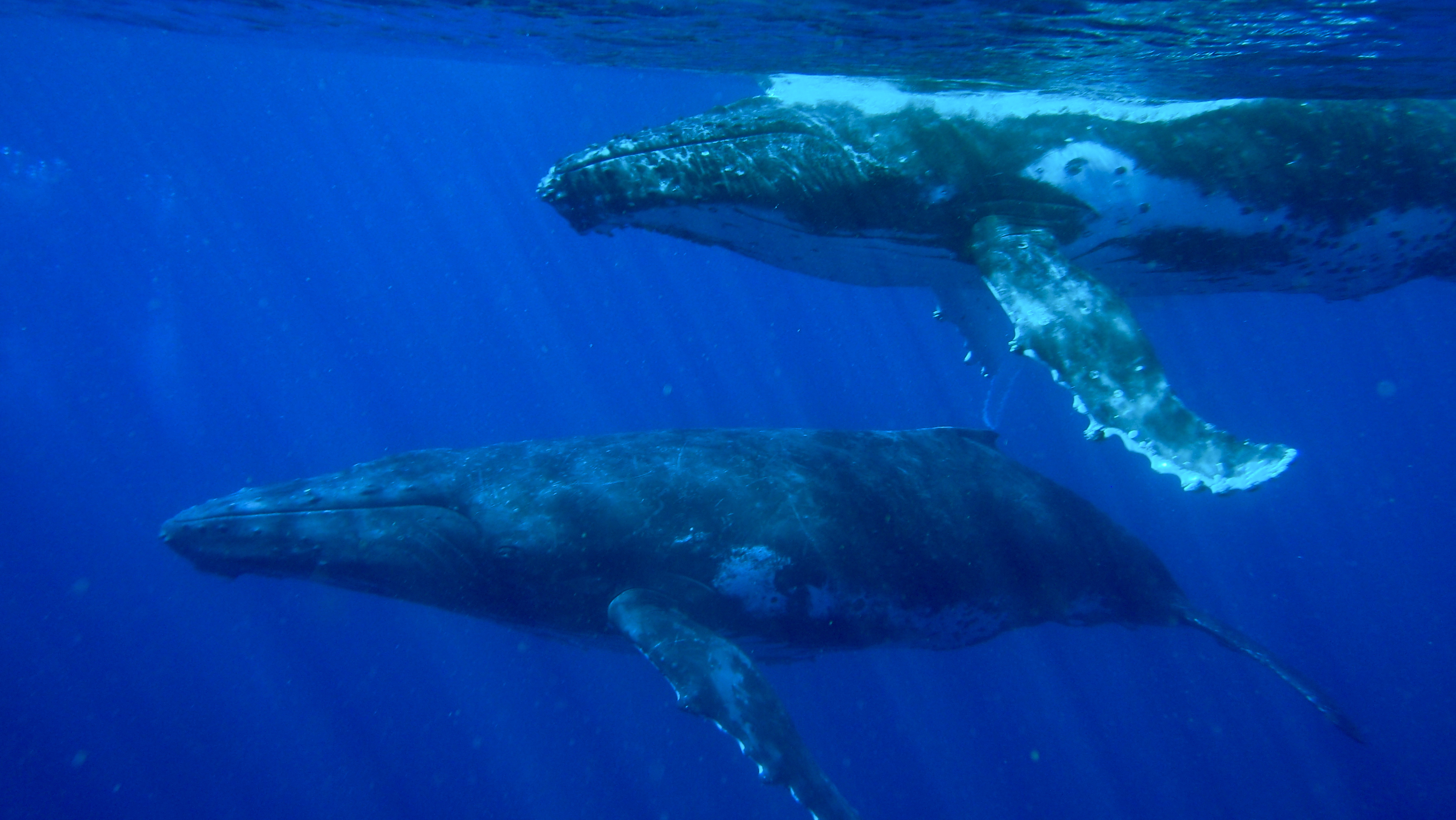
Duas baleias jubarte (Megaptera novaeangliae), representantes da subordem Mysticeti

O comportamento social desses animais varia muito de acordo com o ambiente em que se vive ou até mesmo com o tipo de cetáceo observado. Os misticetos, geralmente, costumam conviver em pequenos grupos para migração, alimentação e reprodução, porém, isso pode variar de acordo com a espécie dentre eles. Já os odontocetos, se estruturam em grupos que podem variar desde pares até grupos com centenas desses animais.
No meio aquático, a melhor forma de comunicação é o som, pois este se propaga mais facilmente em meios com maior densidade. A comunicação acústica é fundamental para a sobrevivência dos cetáceos e de outros mamíferos e, no geral, possuem 3 funções: obtenção de informações sobre o meio, comunicação entre espécies e detecção de predadores e presas. Esse tipo de comunicação permite que esses animais estabeleçam coordenadas entre eles, para que possam se localizar entre si e, além disso, é uma forma de detectar agressão, principalmente entre machos, em que há competição por territórios ou fêmeas.
A agressão em cetáceos é, entre outras, uma das formas pela qual um indivíduo pode se comunicar com outro ou com grupos e pode ser mostrada de diversas formas, porém uma das mais fáceis de se observar é a agressividade entre espécies sexualmente dimórficas e, principalmente, as que apresentam como dimorfismo estruturas de exibição ou ameaça, onde as diferentes formas de comunicação agressiva distingue os estágios de crescimento desses animais, desde o nascimento, até a maturidade.
Nos odontocetos, a estrutura auditiva é muito desenvolvida e, embora se saiba pouco sobre a audição dos misticetos, é claro que esses também possuem a audição muito aguçada. Dessa forma, esses animais conseguem captar sons mesmo de muito longe. Entretanto, com uma audição tão desenvolvida, os cetáceos acabam, às vezes, sofrendo a morte por sonar. A atividade antropocêntrica no mar tem causado a morte de cetáceos e também tem afetado fortemente a comunicação sonora entre esses animais e, em especial, os Misticetos, pois os estudos sísmicos, que buscam petróleo e gás natural, produzem ruídos com frequências sonoras mais baixas, as quais interferem na faixa principal utilizada por esses animais - abaixo de 1000 Hz). Além disso, o barulho de navios e uso de sonar de alta intensidade pode causar sangramento no ouvido dos animais, levando à morte.

### Produção do som

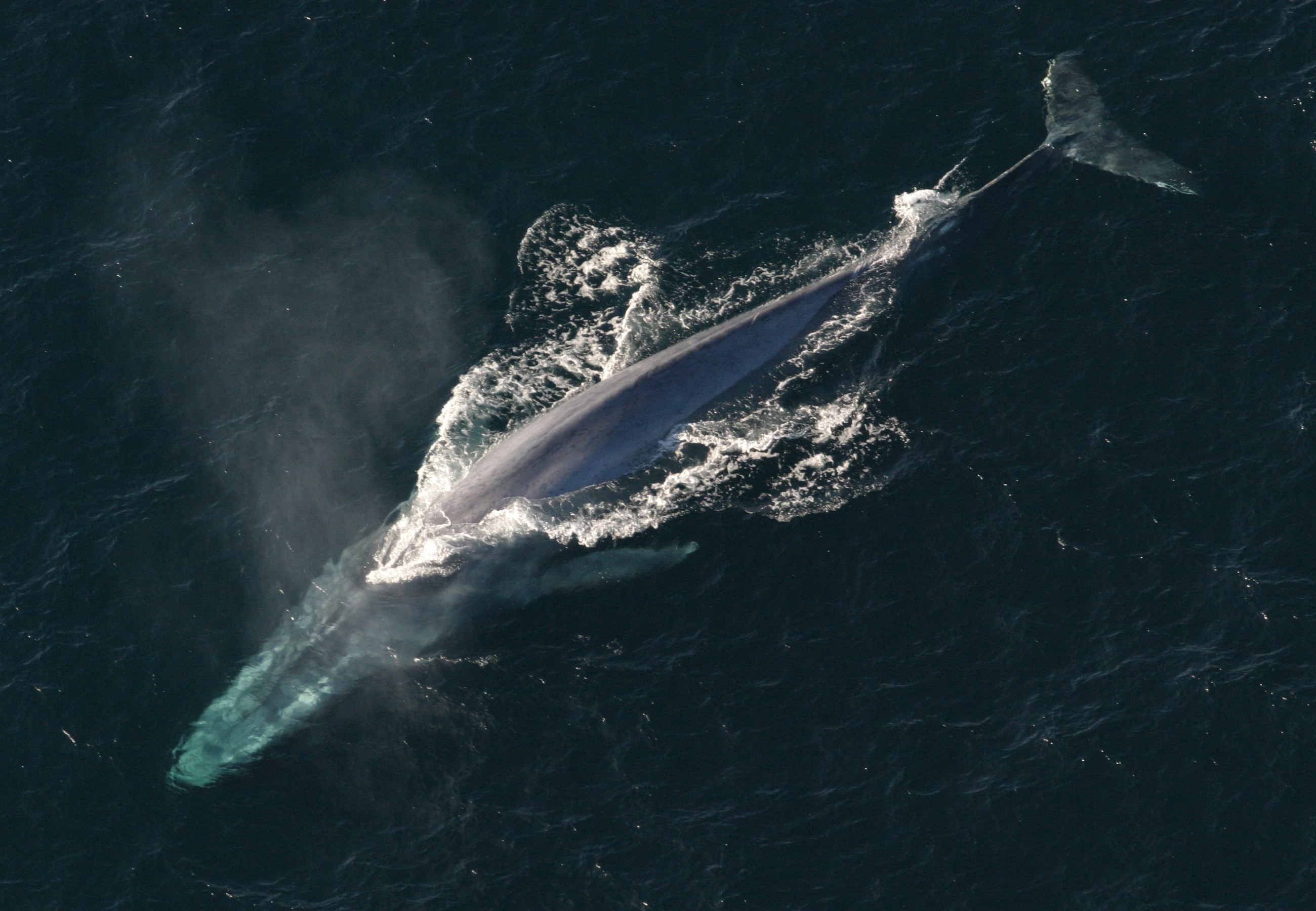
Baleia-azul (Balaenoptera musculus), representante da subordem Mysticeti

O som é uma importante produção e modalidade sensorial para os cetáceos, embora que os sentidos de toque, visão e paladar também sejam bem desenvolvidos em baleias e golfinhos. As duas subordens possuem diferentes tipos de sons que também são produzidos de maneira diferente.
Mysticeti
As baleias geralmente produzem sons abaixo de 5000 Hz. A baleia azul e a baleia-comum, ambas da família Balaenopteridae, produzem gemidos intensos, de 1 a vários segundos de duração, com o alcance de 10-20 Hz. Esses sons provavelmente servem para a comunicação com outros membros das espécies por dezenas de quilômetros. Ademais, o gemido da baleia-comum pode estar relacionado a uma função reprodutiva. Além disso, as baleias Balaenopteridae também foram capazes de produzir sons de alta frequência, com cerca de centenas de hertz.
Odontoceti

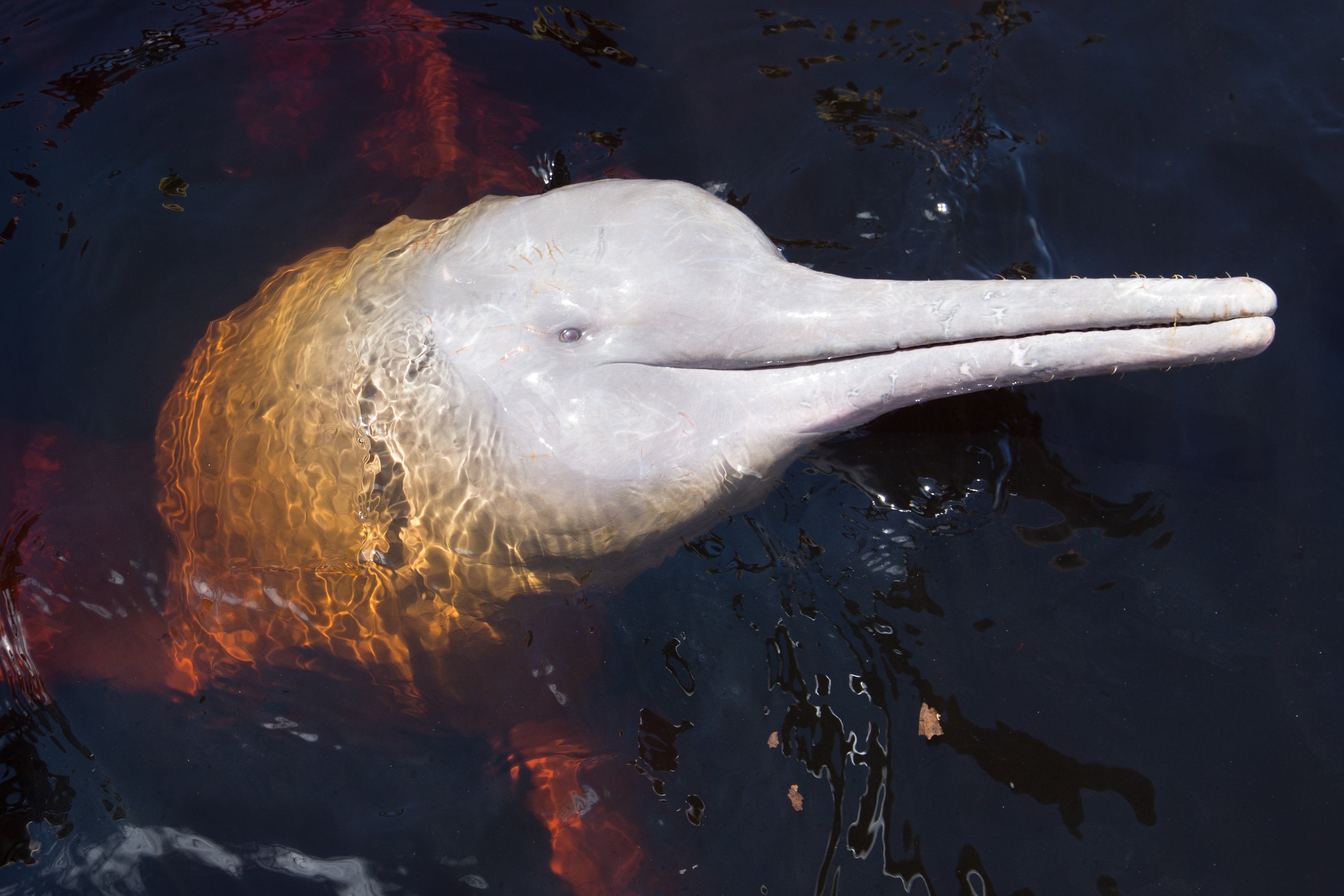
Boto-cor-de-rosa (Inia geoffrensis), representante da subordem Odontoceti

Os sons produzidos pelas baleias com dentes são muito variados, tendendo a possuir frequências maiores do que os sons produzidos pelos misticetos. Basicamente existem dois tipos de sons: clicks de ecolocalização e assobios. Assobios não tem sido visto para certos tipos de odontocetos, como para os cachalotes, boto-cor-de-rosa e toninha-comum, embora os cachalotes produzam sons tonais. A ordem sequencial da produção dos assobios dos golfinhos é uma característica marcante do seu sistema de comunicação. Existe uma enorme variação que evoluiu ao longo do tempo, sendo usados de diferentes formas por diferentes grupos sociais. Em alguns casos, essa variação é tão grande que outras espécies aprenderam a usá-la para avaliar o risco de predação.
Sons não ecolocatórios também são muito complexos, os assobios e outros sons produzidos por golfinhos que foram ouvidos por pesquisadores levaram-os à noção de que esses animais possuem uma linguagem. Eles se comunicam entre si e, tipos de sons específicos podem ser relacionados ao descanso desses animais, comportamento social-sexual, viagem, aviso ou alimentação, por exemplo.
Os odontocetos e misticetos apresentam diferenças em seus mecanismos de produção de som. Diferem-se, por exemplo, a anatomia nasal, laríngea e hióide. Os cetáceos complementam seus sinais vocais com sinais visuais (mudança na postura corporal), comportamentos táteis (toque de nadadeira, arranhar os dentes) e comportamentos auditivos não vocais. Sendo assim, esses animais também possuem a comunicação não vocal diversa e complexa.

## Estudos laboratoriais com cetáceos

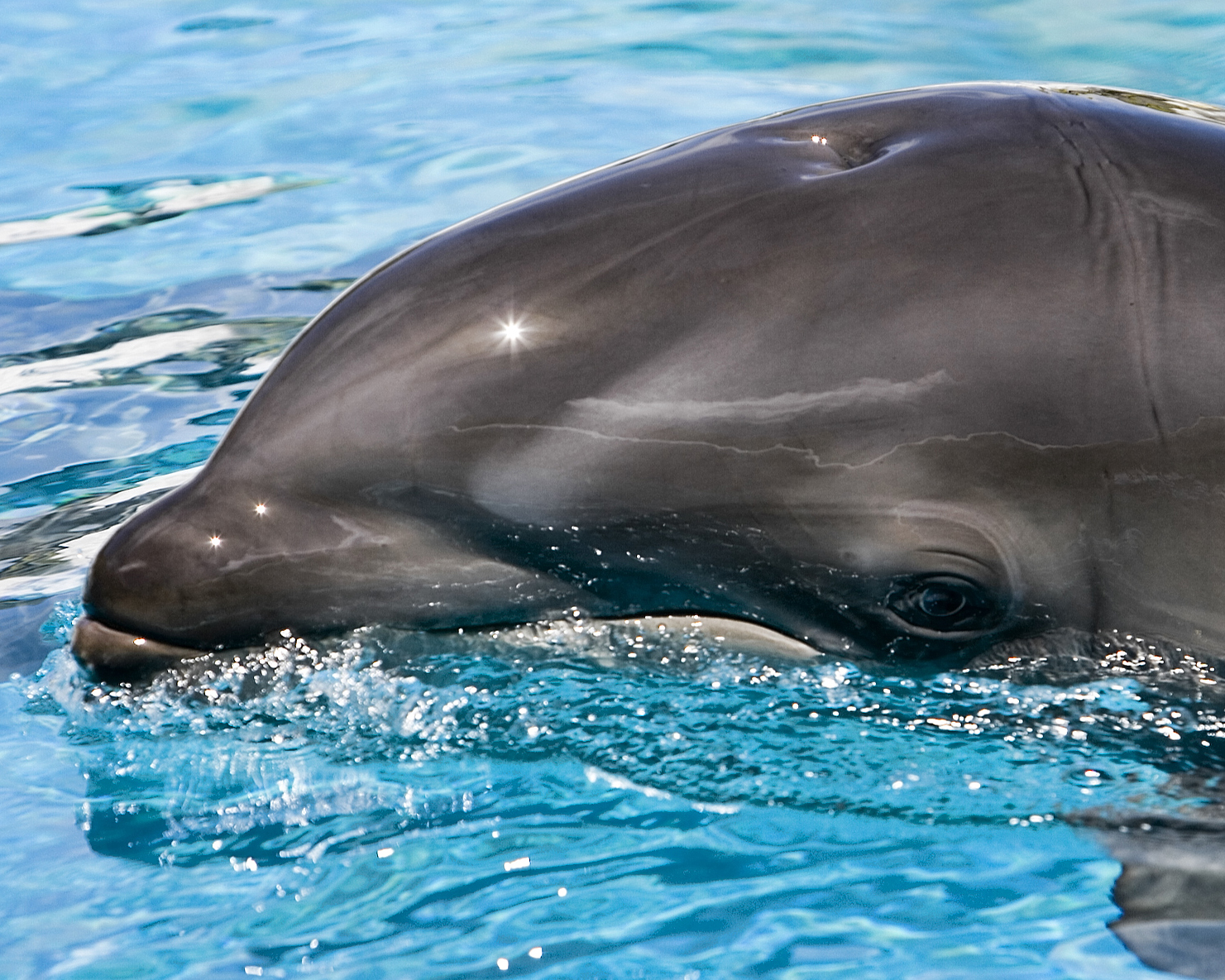
Wholphin: híbrido de acasalamento entre fêmea de golfinho (Tursiops truncatus) e macho de falsa-orca (Pseudorca crassidens).

A estrutura complexa do cérebro dos cetáceos permitiu que esses animais processassem informações complexas, permitindo a inteligência e o comportamento racional neles e existe um bom banco de informações que suportam essa afirmação. Estudos laboratoriais de golfinhos relataram diversas dimensões de habilidades que eles possuem, que incluem entendimento de representações simbólicas de coisas e eventos, entendimento de como as coisas funcionam ou como manipulá-las, entendimento social (de atividades, identidades e comportamento de outros animais) e o entendimento da própria imagem. Todas essas habilidades são suportadas por uma memória fantástica: estudos têm mostrado que a memória espacial e visual dos golfinhos são robustas e muito bem acuradas. Os golfinhos são capazes de associar sons e eventos temporais e podem desenvolver um conceito de mímica, copiando um comportamento que observam ou um som se receber uma instrução para que o faça.

## Cetáceos como atração turística

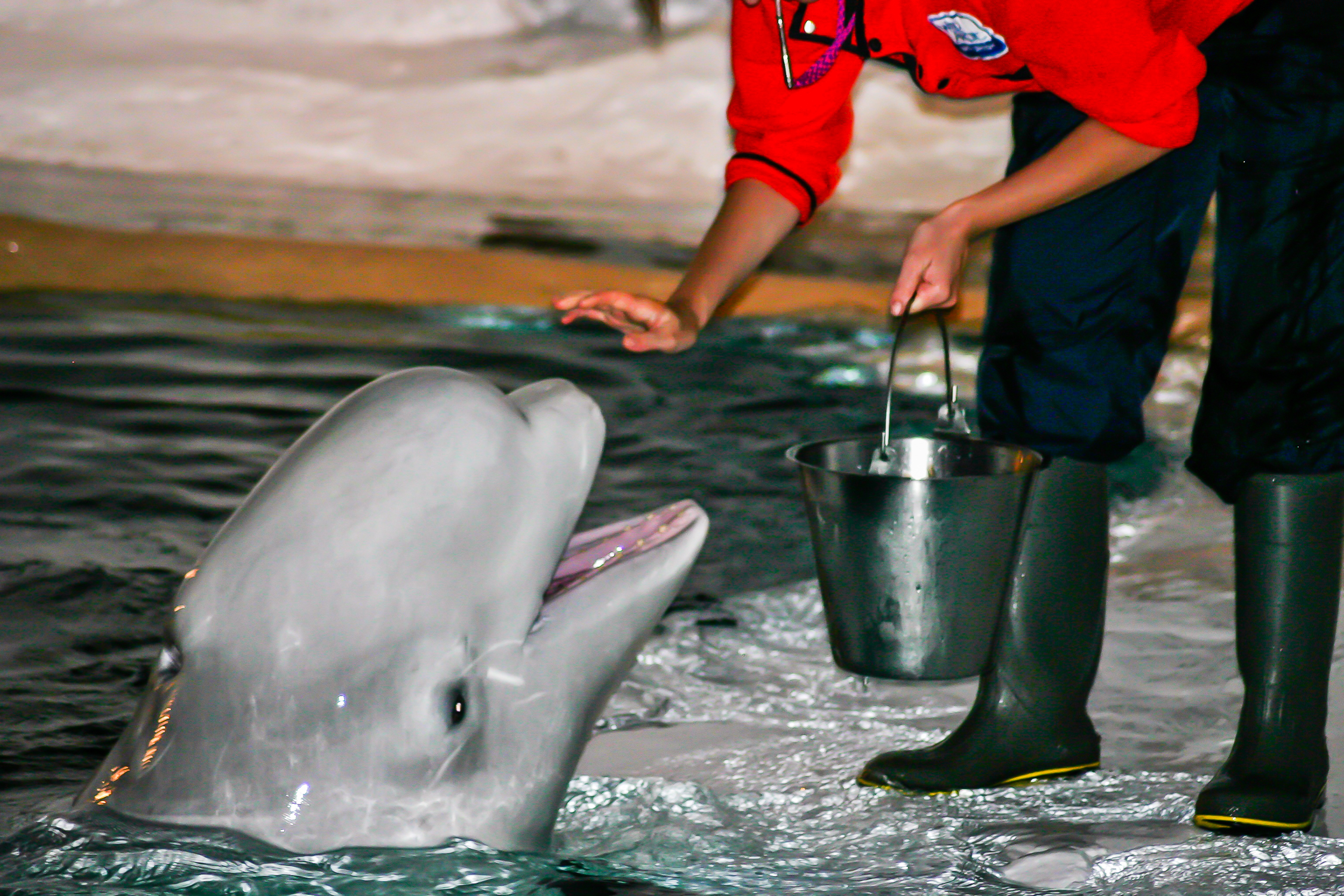
Baleia branca (Delphinapterus leucas) no Parque SeaWorld em Orlando - Flórida

Por conta de seu físico elegante e cheio de beleza, os cetáceos são alvo de fascinação e bajulação pelos humanos desde seus ancestrais. Isso porque esses animais possuem uma misteriosa inteligência e capacidade de socialização que chama muito a atenção de pesquisadores e curiosos. Um dos primeiros casos de captura de cetáceos ocorreu por volta de 1860, quando o circo de Phineas T. Barnum pagou para ter baleias brancas (Delphinapterus leucas) como atração de seus espetáculos. Pouco mais de uma década depois, golfinhos e baleias brancas começaram a ser introduzidas em aquários e zoológicos nos EUA, Europa e Ásia, onde eram treinados para posteriores performances. Com o passar do tempo o público se acostumou com a ideia de captura para entretenimento, principalmente pelo prodígio e habilidade desses animais que chamavam a atenção, o que causou o crescimento dessa prática.

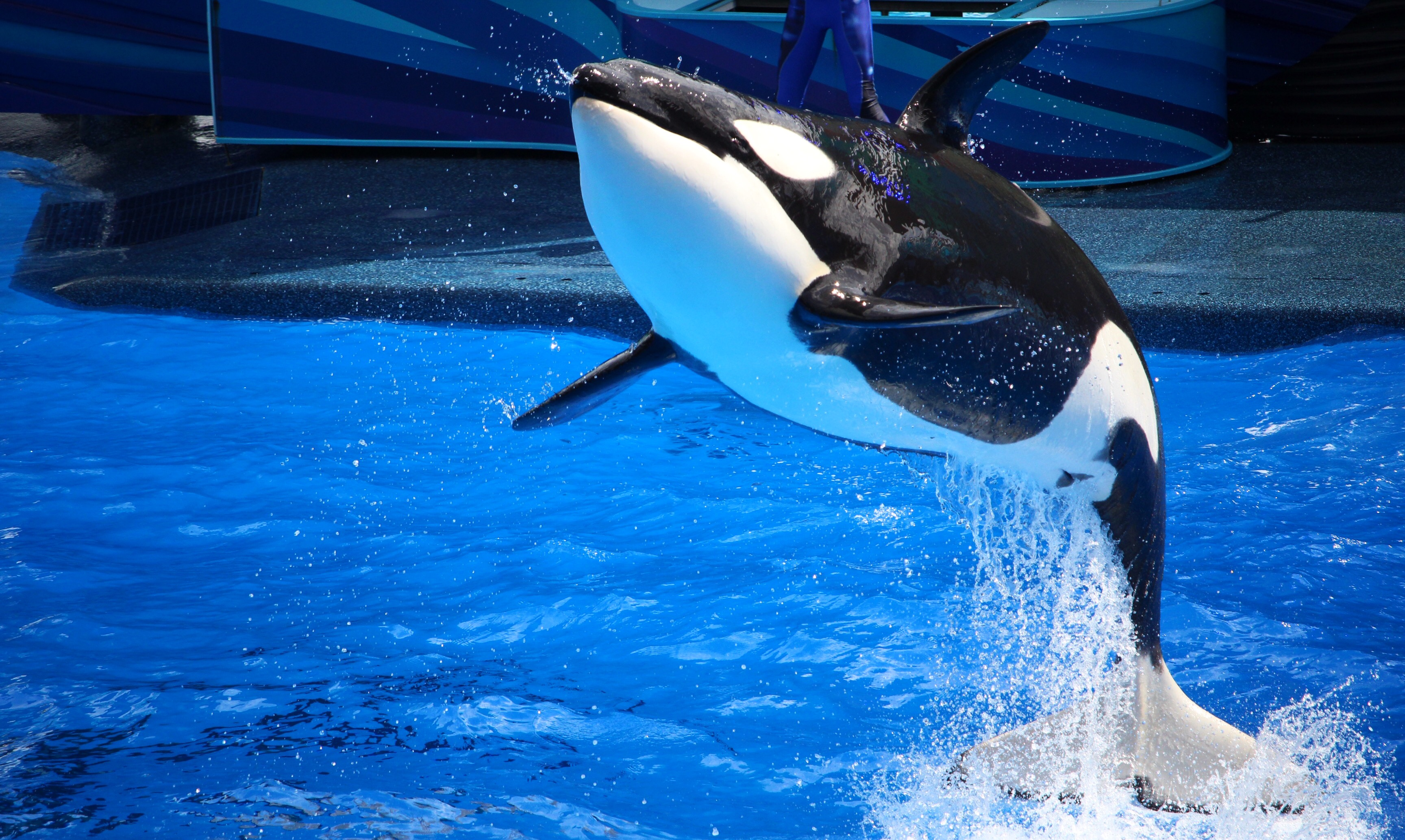
Orca como atração no Parque SeaWorld em Orlando - Flórida

A captura de cetáceos para atrações em show chegou a níveis preocupantes quando, entre 1962-1970, percebeu-se uma busca abusiva de cetáceos maiores, como a Orca (ou Baleia Assassina). Essas capturas foram feitas, majoritariamente, na região oeste dos Estados Unidos e, durante esse período de caça às atrações, muitas orcas morreram, tanto por sufocamento em redes, como por afogamento após serem imobilizadas para captura. O impacto dessa caça trouxe um declínio na população desses animais, o qual ainda está em recuperação até os dias de hoje.
Nos anos 70, após muitos casos de maus tratos à cetáceos e dos vários protestos realizados contra essa prática nos EUA, a Comissão Internacional das Baleias - IWC (do inglês International Whaling Commission) decidiu banir a caça à baleias em águas internacionais, mas mesmo assim o problema continua, pois, nesse acordo não se incluem golfinhos e cetáceos menores. Com isso, por volta do final da década de 80, o Serviço Nacional de Pesca Marinha - NMFS (do inglês National Marine Fisheries Service) pediu que as pessoas voluntariamente parassem de caçar outros cetáceos, entre eles os golfinhos-nariz-de-garrafa, pois estavam preocupados nos impactos que a caça causaria na população desses animais.

## Golfinhos de Laguna
Há mais de 170 anos, em Laguna - Santa Catarina, golfinhos-nariz-de-garrafa e pescadores trabalham em conjunto na pesca. Essa espécie de golfinho é uma das poucas que possui níveis de autoconsciência parecida com a dos humanos. Para o processo da pesca, os golfinhos são encarregados de conduzir os cardumes de tainhas para os pescadores, sinalizando com o corpo a localização dos peixes e quando deve ser o momento certo para que os pescadores joguem as tarrafas ao mar.

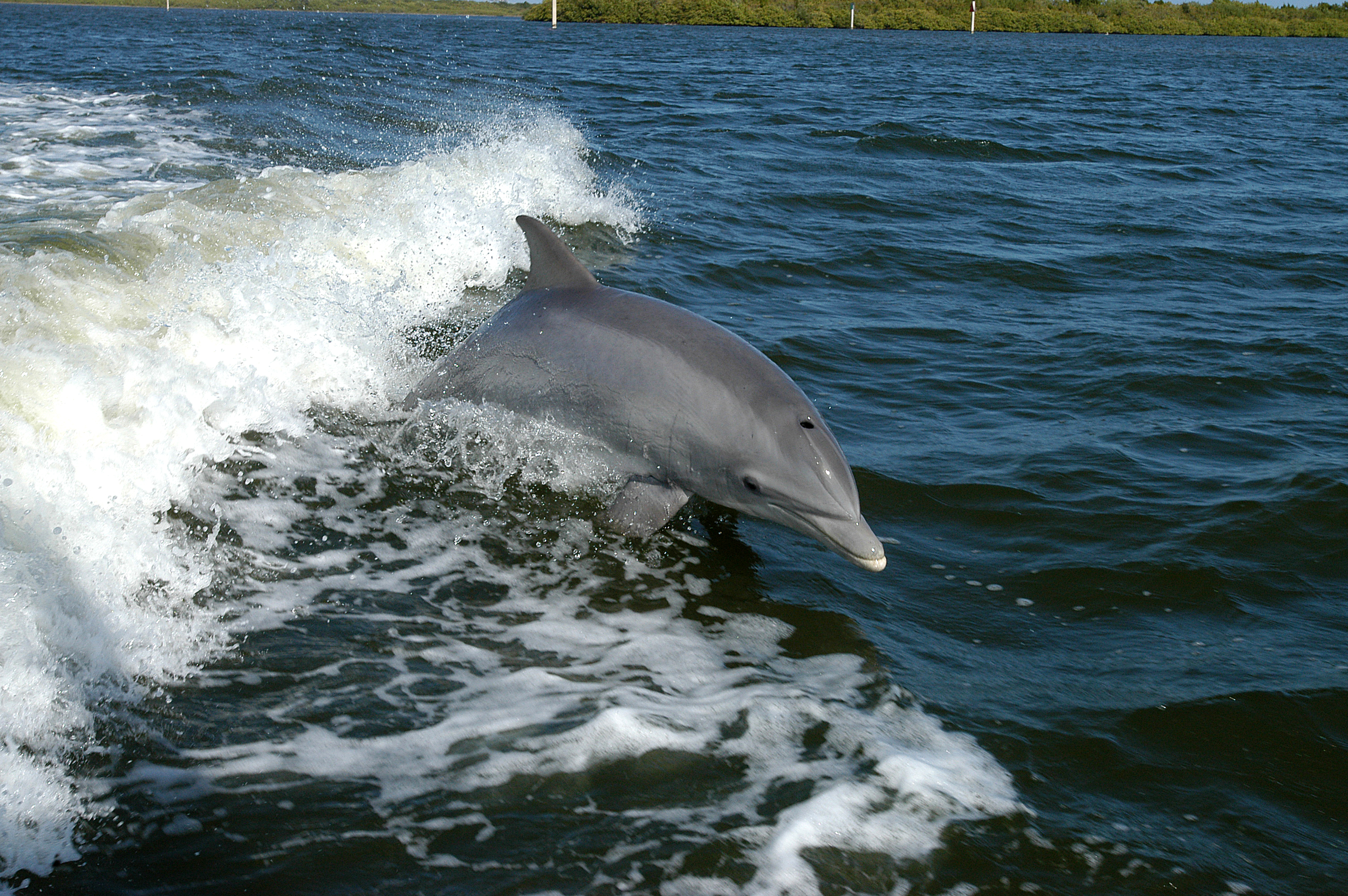
Golfinho-nariz-de-garrafa (Tursiops truncatus), espécie que auxilia pescadores

Existe o questionamento do porquê os golfinhos ajudam os pescadores. Infere-se que os golfinhos conseguem se beneficiar do ato por conseguirem capturar alguns peixes enquanto ajudam os pescadores, de forma que conseguem obter recurso de uma forma mais vantajosa, sem tanto gasto de energia, otimizando os recursos energéticos.
Estudos de bioacústica em Laguna tem visto aumento de variações de assobios e ecolocalização dos botos que participam da pesca cooperativa. Dessa forma, os assobios parecem exercer outras funções das normalmente conhecidas, além de se diferenciarem sonoramente dos assobios padrões dos golfinhos. De modo semelhante, é possível que a ecolocalização tenha outras funções, como: reconhecer posição dos pescadores para direcionar o cardume, localizar presas e reconhecer o local onde as tarrafas foram lançadas.
Além dos assobios, os golfinhos utilizam da movimentação corporal para se comunicarem com os pescadores, de forma a mostrarem a eles onde os peixes estão. Alguns sinais particulares são: exibição do dorso, batida com a cabeça e a cauda e emersão parcial.